# Володихин, Иван Петрович
Иван Петрович Володихин (1872 — после 1927) — русский архитектор и историк архитектуры.
Окончил Высшее художественное училище при Императорской Академии художеств (1899).
Совместно с Робертом Ауэром (братом художника Григора Ауэра) основал Общественное собрание художников и архитекторов (1907 год). Организовал частную мозаичную мастерскую.
Творчество Володихина представляет собой оригинальное авторское трактование модерна. Ещё в 1898 году он склонялся к симметричным, рациональным формам, упорядоченности композиции. В его работах внешний облик здания напрямую зависит от его предназначения, от строительных материалов, окружения.

## Проекты в Санкт-Петербурге
- Улица Марата, д. 22 — доходный дом Николаевской единоверческой церкви. 1901—1902.
- Зверинская улица, д. 29 — доходный дом. 1903.
- Малый проспект Васильевского острова, д. 38-40 — 14-я линия, д. 73 — дом меблированных комнат Ф. Ф. Теодориди. 1903—1905[4].
- Средний проспект, д. 9 — доходный дом И. П. Володихина. Перестройка в 1904—1905 на основе старого здания. В принадлежавшей Володихину квартире на втором этаже проходили заседания организованного им Общественного собрания художников и архитекторов[2].
- Манежный переулок, д. 18/улица Восстания, д. 42 — доходный дом. 1907.
- Набережная Обводного канала, д. 107/Верейская улица, д. 47 — доходный дом. 1908. Включен существовавший дом.
- Пионерская улица, д. 55 — доходный дом. 1908.
- Улица Белинского, д. 5 — доходный дом Н. А. и С. А. Латониных. Перестройка. 1911.
- Улица Некрасова, д. 10 — доходный дом А. Е. Бурцева с театральными помещениями. 1912—1913.
- Кириков Б. М. Архитектура Петербурга конца ХIХ-начала XX века: Эклектика, Модерн, Неоклассицизм. — СПб.: Коло, 2006. — С. 333—339. — 530 с. — ISBN 5-901841-36-0.

## Другие проекты
- Дача П. А. Авенариуса в Тарховке (перестройка, 1913—1914)[5].